# Zářijová ústava
Zářijová ústava (též oktrojovaná ústava; srbsky септембарски устав, chorvatsky rujanski ustav) byla oktrojovaná ústava přijatá v září 1931 poté, co se jugoslávský král Alexandr I. Karađorđević rozhodl ukončit platnost předchozí, Vidovdanské ústavy z roku 1921.
Ústavu vyhlásil sám panovník bez rozhodnutí parlamentu (skupštiny). Na základě tohoto dokumentu získala Jugoslávie dvoukomorové národní shromáždění (byl zřízen ještě senát), práva krále však nebyla oproti stavu po 6. lednu 1929 nijak výrazněji omezena - vláda zůstala i nadále odpovědna právě jemu, nikoliv parlamentu. V ústavě již chybělo, že Jugoslávie je parlamentní monarchií (ve srovnání s předchozím dokumentem). Byly také posvěceny vnitřní změny administrativního členění, provedené po roce 1929 (tj. rozdělení státu na 9 bánovin).
Krátce po vyhlášení ústavy byly oznámeny volby do Národní skupštiny, avšak protože kandidátka byla nyní jedna pro celé království, bylo jasné, že předchozí politické formace, vybudované především na základě národnostního rozdělení země, nebudou mít úspěch. Původní systém více stran tak vystřídala jediná - Jugoslávská radikální selská demokracie, později přejmenovaná na Jugoslávskou národní stranu. 